# Dabakala (underprefektur)
Dabakala är en underprefektur i Elfenbenskusten. Den ligger i departementet med samma namn, i den centrala delen av landet, 200 km norr om huvudstaden Yamoussoukro.